# François Ndong
François Xavier Ndong Ndoutoume (* 1906 in Nzamalige; † 18. November 1989) war ein gabunischer Geistlicher und römisch-katholischer Bischof von Oyem.

## Leben
François Ndong empfing am 17. April 1938 das Sakrament der Priesterweihe für das Apostolische Vikariat Gabun (später: Erzbistum Libreville).
Am 15. November 1960 ernannte ihn Papst Johannes XXIII. zum Titularbischof von Raphanea und zum Weihbischof in Libreville. Der Erzbischof von Dakar, Marcel Lefebvre CSSp, spendete ihm am 2. Juli 1961 die Bischofsweihe; Mitkonsekratoren waren der Erzbischof von Libreville, Jean-Jerôme Adam CSSp, und der Bischof von Pointe-Noire, Jean-Baptiste Victor Fauret CSSp. François Ndong nahm an allen vier Sitzungsperioden des Zweiten Vatikanischen Konzils teil.
Papst Paul VI. bestellte ihn am 29. Mai 1969 zum ersten Bischof von Oyem. Am 23. August 1982 nahm Papst Johannes Paul II. das von François Ndong aus Altersgründen vorgebrachte Rücktrittsgesuch an.